# Aulo Mânlio Capitolino
Aulo Mânlio Capitolino (em latim: Aulus Manlius Capitolinus) foi um político da gente Mânlia nos primeiros anos da República Romana, eleito tribuno consular por quatro vezes, em 389, 385, 383 e 370 a.C.. Era irmão de Marco Mânlio Capitolino, o cônsul em 392 a.C. que seria depois executado por sua atuação junto à plebe.

## Primeiro tribunato consular (389 a.C.)
Em 389 a.C., foi eleito tribuno consular com Lúcio Vergínio Tricosto, Públio Cornélio, Lúcio Valério Publícola, Lúcio Emílio Mamercino e Lúcio Postúmio Albino Regilense.
Durante seu mandato, os romanos, liderados por Marco Fúrio Camilo, nomeado ditador pela terceira vez, derrotou os volscos, que se renderam depois de setenta anos de guerra, os équos e os etruscos, que estavam cercando a cidade aliada de Sutri. Lúcio Emílio Fúrio Camilo ficou no comando de um contingente de soldados estacionados em Veios para enfrentar um eventual ataque etrusco enquanto o ditador conduzia a campanha. Aulo Mânlio ficou responsável pelo comando da defesa de Roma.

## Segundo tribunato consular (385 a.C.)
Em 385 a.C. foi eleito novamente, desta vez com Tito Quíncio Capitolino, Lúcio Quíncio Cincinato Capitolino, Públio Cornélio, Lúcio Papírio Cursor e Cneu Sérgio Fidenato Cosso.
Neste ano, Aulo Mânlio convenceu o Senado a nomear Aulo Cornélio Cosso ditador para enfrentar a enésima invasão dos volscos (apoiados por latinos e hérnicos) e por causa do alto grau de tensão interna por causa do avanço dos pedidos da plebe graças à ajuda do patrício Marco Mânlio Capitolino.

## Terceiro tribunato consular (383 a.C.)
Em 383 a.C., foi eleito pela terceira vez, com Sérvio Sulpício Rufo, Lúcio Emílio Mamercino, Lúcio Valério Publícola, Lúcio Lucrécio Tricipitino Flavo e Marco Trebônio.
Em Roma chegaram diversas notícias de revoltas, dos sobreviventes volscos, dos prenestinos, outra entre os habitantes de Lanúvio, contra os quais foi declarada a guerra, mas que não pôde ser travada naquele ano por conta de mais uma epidemia e da fome resultante que se abateu sobre Roma.

## Quarto tribunato consular (370 a.C.)
Em 370 a.C., Aulo Mânlio foi eleito pela última vez, com Sérvio Sulpício Pretextato, Caio Valério Potito, Lúcio Fúrio Medulino Fuso, Sérvio Cornélio Maluginense e Públio Valério Potito Publícola.
As eleições em Roma foram interrompidas por um período de cinco anos, durante os quais não se elegerem tribunos consulares, principalmente por causa do veto imposto pelos tribunos da plebe Caio Licínio Calvo Estolão e Lúcio Sêxtio Laterano e a causa foi o ataco dos veletros a Túsculo, uma cidade aliada de Roma. Os romanos conseguiram expulsar os atacantes em sua própria cidade, que foi cercada, mas não foi possível capturá-la.